# Gudrun Refslund Thomsen
Gudrun Refslund Thomsen, född 5 juni 1915 i Åbenrå, död 11 mars 2001 i Klampenborg, var en dansk departementschef och kvinnopolitiskt aktiv. Hon blev riddare av Dannebrogsorden 1963 och därtill riddare av den 1:a graden 1971.

## Biografi
Gudrun Refslund Thomsen föddes in i en politiskt aktiv ämbetsmannafamilj: Modern, Ingeborg Refslund Thomsen, var parlamentsledamot i den danska Rigsdagens båda kammare, Landstinget och Folketinget. Fadern, Kresten Refslund Thomsen, var landshövding och kammarherre i Åbenrå Amt. Efter att ha avlagt studentexamen 1933 studerade Gudrun Refslund Thomsen juridik och blev cand.jur. 1939. Samma år blev hon, som den första kvinnliga juristen, anställd vid det danska Inrikesministeriet som fungerande sekreterare. Det var vid denna tid ett mansdominerat yrke och en mansdominerad arbetsplats och hon bemöttes därmed, enligt henne själv, inte sällan av skepsis. Några år senare gifte hon sig med advokaten Erik Rasmussen och de fick under de närmast följande åren två barn; Steen (1944) och Elsebeth (1948). Giftermål och barnafödslar till trots valde hon att fortsätta sin karriär inom staten och avancera uppåt: Hon var sekreterare på Inrikesministeriet 1943, därefter fullmäktig (1947) och expeditionssekreterare (1958) samt kontorschef och ledare av sekretariatet för kommunallagskommissionen (1962).
Vid sidan om karriären var Refslund Thomsen kvinnopolitiskt aktiv, bl.a. som styrelseledamot i Danske Kvinders Nationalråd (DKN) 1958–1967 och därefter som dess styrelseordförande 1962–1967. För DKN:s räkning var hon med om att utforma en rad lagförslag, däribland att barnbidraget skulle betalas ut direkt till modern istället för att endast vara ett avdrag i skattedeklarationen. Andra förslag som hon var med om att driva och utarbeta var bl.a. att förbättra kvinnors pensioner och a-kassa, samt att det skulle ske en utbyggnad av daghemsverksamheter. Hon engagerade sig även i utrikespolitik och internationellt samarbete, bl.a. som ledamot av det danska Unescorådet 1961–1967 och av Styrelsen for teknisk Samarbejde med Udviklingslandene 1965–1968, i vilka hon arbetade för utbildning av kvinnor i Nigeria och Kenya. Hon representerade DKN i den danska FN-delegationen 1958 respektive 1960–1963.
Hon avgick som DKN:s styrelseordförande 1967 för att tillträda jobbet som departementschef för det kortlivade ministeriet för familjära angelägenheter. Detta ministerium inrättades av dåvarande statsministern Jens Otto Krag och övertog ett antal ansvarsområden från bl.a. Socialministeriet, Inrikesministeriet och Handelsministeriet. Här ingick bl.a. ansvar för politik som rörde barnomsorg, mödravård, olika bidrag m.m. Departementet blev dock kortlivat och lades ned 1968. Refslund Thomsen återgick därmed till att arbeta för Inrikesministeriet till 1975.  Hon arbetade här med bl.a. det ersättningssystem som fanns mellan staten och kommunerna.  Hon var samtidigt medlem av Administrationsrådet 1970–1974.